# Teichfuss Condor
Il Condor era un aliante veleggiatore adatto al lancio con elastico e pensato per i primi record di distanza e altezza (voli sotto le nubi).
Venne prodotto dalle officine della FAL Teichfuss di Pavullo nel Frignano negli anni venti.

## Storia del progetto
Una prima versione del velivolo, il Condor I, venne presentato ad Asiago in occasione del primo concorso internazionale di volo a vela fra l'1 e il 20 ottobre 1924, tenuto sulle pendici del monte Sisemol presso Gallio, organizzato dalla Lega Aerea Nazionale e sponsorizzato dalla Gazzetta dello Sport, ma l'aliante dopo pochi minuti di volo si schiantò a terra.

Al relitto del Condor Teichfuss applicò un motore Blackburn Aircraft da 24 CV trasformandolo con successo in un motoaliante.

## Tecnica
La fusoliera era a sezione esagonale, completamente rivestita in legno compensato, senza fili e facilmente smontabile.

Era presente un pàttino d'atterraggio ammortizzato in gomma.
Le ali erano in due pezzi, rastremate e con spessore decrescente dal primo terzo sino all'estremità. Gli impennaggi di profondità erano completamente mobili e smontabili con soli 4 bulloni.

## Versioni
Nel 1925 al Condor I seguì il Condor II e, dopo un incidente in fase d'atterraggio per la rottura di un'ala, il Condor III che in diverse occasioni venne pilotato da Umberto Nannini.